# Пеккен, Христиан
Христиан Пеккен (Пекен) (нем. Christian Pecken; венг. Peken Keresztély; 1730, Рожнява, Гёмёр — 24 августа [4 сентября] 1779, Санкт-Петербург) — врач Российской империи, доктор медицины Виттенбергского университета (1751), статский советник.

## Биография
Христиан Пеккен родился в 1730 году в городе Ризенау, Гёмёрский комитат, Королевство Венгрия (ныне — город Рожнява, Словакия). Его отец, доктор медицины Христиан Пеккен (1694—1747), уроженец Пруссии, был главным городским врачом в Ризенау (Розняве). По окончании гимназии в родном городе, 13 сентября 1748 года Христиан Пеккен поступил в Виттенбергский университет, где в 1751 году получил степень доктора медицины. Вернувшись на родину, Пеккен занял должность городского физика, но в 1754 году был уволен от службы.
В 1755 году Пеккен приехал в Петербург и был принят на государственную службу дивизионным доктором в Санкт-Петербургскую дивизию. 31 декабря 1759 (11 января 1760) года переведён старшим доктором в Санкт-Петербургский генеральный сухопутный госпиталь. Директор Медицинской канцелярии П. Кондоиди планировал поручить Пеккену преподавание патологии и медицинской практики в госпитальной школе. Однако менее чем через год, 30 сентября (11 октября) 1760 года, Пеккен по приказанию Петра Фёдоровича (будущего императора Петра III) был назначен главным доктором в Сухопутный кадетский корпус.
В начале правления императрицы Екатерины II была произведена реформа всей медицинской системы Российской империи. Указом от 12 (23) ноября 1763 года вместо Медицинской канцелярии была учреждена Медицинская коллегия, учёным секретарём которой был назначен Христиан Пеккен. Во время эпидемии чумы 1770—1772 годов Пеккен был направлен в Смоленск для осмотра карантинов и составления плана карантинного дома на форпосте. В Смоленске Пеккен пробыл более года, до прекращения чумы в Москве, и по возвращении состоял на службе только при Медицинской коллегии. В 1777 году Медицинской коллегией, при участии всех петербургских врачей и аптекарей, была составлена первая российская фармакопея («Pharmacopaea Rossica»). Общий надзор за печатанием (в количестве 1800 экземпляров) и корректурой фармакопеи был поручен Пеккену.
21 мая (1 июня) 1779 года, по высочайшему повелению, Христиан Пеккен был произведён в статские советники, а 24 августа (4 сентября) 1779 года умер в Петербурге.

## Семья
- Сын: Матвей Христианович Пеккен (1755—1819) — доктор медицины, профессор Московской медико-хирургической академии.
- Брат: Карл Христианович Пеккен (1729—осле 1798) — генерал-майор Русской Императорской армии.

## Труды
- De causis et effectis plethorae :  [лат.]. — 1751. — (Диссертация на степень доктора медицины).
- Способ, как сельским обывателям пользовать себя в воспе // Труды Императорского Вольного экономического общества  / пер.Протасов А. П.. — 1766. — Т. 2. — С. 220—266.
- Домашний лечебник или Простый способ лечения / пер.Протасов А. П.. — СПб., 1765.